# Forrestgran
Forrestgran (Abies forrestii) är en tallväxtart som beskrevs av Charles Coltman-Rogers. Den ingår i släktet ädelgranar och familjen tallväxter.

## Utbredning och habitat
Forrestgranen förekommer i bergstrakter i Kina, i sydöstra Tibet, sydvästra Sichuan och nordvästra Yunnan. Utbredningsområdet ligger 2 400 till 4 300 meter över havet. Klimatet i regionen är kyligt och årsnederbörden varierar mellan 1 000 och 2 000 mm. Vid trädgränsen kan forrestgranen bilda trädgrupper eller skogar där inga andra träd ingår. Annars ingår den i skogar tillsammans med Picea likiangensis, Larix potaninii och Tsuga dumosa samt med lövträd som kinesisk björk, med arter av lönnsläktet och av rönnsläktet. Skogarna har ofta en undervegetation av buskar från släktet Rhododendron.
Arten kan förekomma som kvarstående i Sverige, men reproducerar sig inte.

## Hot
Bergstrakterna är svårtillgängliga och därför har skogsbruk på forrestgranen varit sällsynt. En ny kinesisk lag förbjuder röjningar i de ursprungliga skogarna i landets sydvästra del. Under 1900-talet samlades flera exemplar in av besökare från västvärlden och planterades i botaniska trädgårdar i Europa och Nordamerika. Där förväxlas arten ofta med Abies delavayi.
IUCN kategoriserar arten globalt som livskraftig.

## Underarter
Arten delas in i följande underarter:
- A. f. ferreana
- A. f. forrestii
- A. f. georgei
- A. f. smithii